# Autostichidae
Famille
Les Autostichidae sont une famille de lépidoptères de la super-famille des Gelechioidea. 
Elle regroupe environ 72 genres et 638 espèces, réparties dans les six sous-familles suivantes, :
- Autostichinae Le Marchand, 1947
- Deocloninae Hodges, 1998
- Glyphidocerinae Hodges, 1998
- Holcopogoninae Gozmány, 1967
- Oegoconiinae Leraut, 1992
- Symmocinae Gozmány, 1957